# Хокер, Джордж Чарльз
Сэр Джордж Ча́рльз Хо́кер (англ. George Charles Hawker; 21 сентября 1818, Лондон, Великобритания — 21 мая 1895, Мединди, Аделаида, Южная Австралия) — австралийский государственный деятель и политик. Рыцарь-бакалавр.

## Биография
Сын адмирала Эдварда Хоукера. Образование получил в Тринити-колледже в Кембридже.
В 1840 году отправился в Южную Австралию, где основал овцеводческую ферму к северу от Аделаиды. Принимал активное участие в колонизации Австралии.
В 1858 году был избран в парламент Южной Австралии от округа Виктория. В 1860—1865 годах — спикер Палаты собрания (парламента) Южной Австралии. С 1865 до 1874 года жил в Англии со своей семьей.
Позже вернулся в Австралию. Член Парламента Южной Австралии (22 февраля 1875 — 11 мая 1883). В апреле 1884 до 21 мая 1895 г. — член Парламент Южной Австралии от Северной Аделаиды. Казначей Южной Австралии (25 мая 1875 — 3 июня 1875).
Главный секретарь Южной Австралии (министр колоний Южной Австралии) с 25 марта 1876 по 6 июня 1876 г. Комиссар общественных работ (1876).
В 1845 году женился на Бесси Сеймур; в семье родилось пятнадцать детей, из которых выжили шесть сыновей и шесть дочерей.